# Phippsia wilczekii
Phippsia wilczekii är en gräsart som beskrevs av Eduard Hackel. Phippsia wilczekii ingår i släktet snögräs, och familjen gräs. Inga underarter finns listade i Catalogue of Life.